# 岡安肇
岡安肇（日语：岡安 肇，1936年11月29日—2014年11月5日），日本男性電影剪輯技師。岡安Promotion創業者。出身於東京都。日本電影·電視剪輯協會（J.S.E.）所屬。於日本電影學校培養許多後輩。

## 作品列表

### 真人電影
粗體字表示說明日本電影金像獎得獎作品。
- 狂戀（1971年）
- 楢山節考（1983年）
- （1987年）
- 女衒 ZEGEN（日语：女衒 ZEGEN）（1987年）
- 黑雨（日语：黒い雨 (映画)）（1989年）
- 螺旋素描（日语：らせんの素描）（1991年）
- 鰻魚（1997年）
- 大往生（日语：大往生）（1998年）
- 肝臟大夫（日语：カンゾー先生）（1998年）
- 藍色瞬間（日语：青の瞬間）（2001年）
- 紅橋下的暖流（日语：赤い橋の下のぬるい水）（2001年）
- 龍二Forever（日语：竜二Forever）（2002年）
- （2006年）

### 電影動畫
蠟筆小新系列
- 動感超人VS高衩魔王（1993年）
- 不理不理王國的秘寶（1994年）
- 雲黑齋的野心（1995年）
- 搞怪遊樂園大冒險（1996年）
- 黑暗珠珠大追擊（1997年）
- 電擊！豬蹄大作戰（1998年）
- 爆發！溫泉激烈大決戰（1999年）
- 風起雲湧的叢林冒險（2000年）
- 風起雲湧 猛烈！大人帝國的反擊（2001年）
- 風起雲湧 壯烈！戰國大會戰（2002年）
- 風起雲湧！夕陽下的春日部男孩（2004年）
- 3分鐘百變大進擊（2005年）
- Amigo！森巴入侵計畫（2006年）
- 小白的屁屁炸彈（2007年）

哆啦A夢系列
- 哆啦美：迷你哆啦SOS（1989年）
- 哆啦美：阿拉拉·少年山賊團（1991年）
- 哆啦美：哈囉小恐龍（1993年）
- 哆啦A夢：大雄與夢幻三劍士（1994年）
- 哆啦美：青色稻草人（1994年）※岡安Promotion名義。
- 哆啦A夢：大雄的創世日記（1995年）
- 2112年哆啦A夢的誕生（1995年）
- 哆啦A夢：大雄與銀河超特急（1996年）
- 哆啦美與哆啦A夢七小子：機器人學校七大不可思議（1996年）
- 哆啦A夢：大雄的發條都市冒險記（1997年）
- 哆啦A夢七小子：怪盜哆啦邦謎樣的挑戰書（1997年）
- 哆啦A夢：大雄的南海大冒險（1998年）
- 哆啦A夢七小子：蟲蟲大作戰（1998年）
- 哆啦A夢回來了（1998年）
- 哆啦A夢：大雄的宇宙漂流記（1999年）
- 哆啦A夢七小子：點心娜娜王國（1999年）
- 大雄的結婚前夜（1999年）
- 哆啦A夢：大雄的太陽王傳說（2000年）
- 哆啦A夢七小子：火車大暴走（2000年）
- 大雄的懷念奶奶（2000年）
- 哆啦A夢：大雄與翼之勇者（2001年）
- 加油！胖虎!!（2001年）
- 哆啦A夢：大雄與機器人王國（2002年）
- 我出生的那一天（2002年）
- 哆啦A夢：大雄與不可思議的風使者（2003年）
- 哆啦A夢：大雄的貓狗時空傳（2004年）

其它
- 來自皮諾奇奧 皮科里諾的冒險（日语：ピコリーノの冒険）（1976年）
- 劇場版 大飯桶（日语：ドカベン）（1977年）
- 大飯桶：前往甲子園之路（1977年）
- 野球狂之詩：北之狼南之虎（日语：野球狂の詩）（1979年）
- 尋母三千里（1980年）－構成指導。
- 忍者哈特利：忍忍故鄉與大作戰之卷（1982年）
- （1984年）
- 忍者哈特利+小超人帕門：超能力大戰（日语：忍者ハットリくん+パーマン 超能力ウォーズ）（1985年）
- 足球小將翼：決戰歐洲（1985年）
- 足球小將翼：危險!全日本Jr.（1985年）
- 高爾夫頑童猿丸：超級高爾夫世界的挑戰（1986年）
- 足球小將翼：奔向明日！（1986年）
- （1986年）
- 劇場版 高校！奇面組（日语：ハイスクール!奇面組）（1986年）
- 足球小將翼：世界大決戰!! Jr. 世界盃（1986年）
- 高爾夫頑童猿丸：甲賀秘境！影之忍法高爾夫晉見！（1987年）
- Q太郎：前進吧！1/100大作戰（1987年）
- （1988年）
- 超能力魔美：星空上的跳舞娃娃（1988年）
- 超人B：來自黑洞的獨裁者B·B!!（日语：ウルトラB）（1988年）
- 大耳鼠：愛莉活動大寫真（1990年）
- 劇場版 佩琳物語（1990年）
- （1992年）
- 酸梅星王子：來自宇宙的盡頭～乓啪囉乓！（1994年）
- 幽☆遊☆白書：冥界死鬥篇 炎之絆（1994年）
- 土俵上的鬼們（1994年）
- 餓狼傳說 -THE MOTION PICTURE- （1994年）
- 艾露瑪的冒險（日语：エルマーの冒険）（1997年）
- Pa-Pa-Pa The★Movie 小超人帕門（2003年）
- 兩顆胡桃（日语：ふたつの胡桃）（2007年）[注 1]

### 電視動畫
- 草原少女蘿拉（1975年）
- 皮科里諾的冒險（日语：ピコリーノの冒険）（1976年）
- 大飯桶（日语：ドカベン）（1976年－1979年）
- 大雪山的勇者 牙王（日语：大雪山の勇者 牙王）（1978年）
- 哆啦A夢 (1979年版)（1979年－2005年）
- 前髮太郎（日语：まえがみ太郎）（1979年）
- 太空飛鼠展神威（日语：トンデモネズミ大活躍）（1979年）[6]
- 靈犬雪麗（1981年）
- 漫畫日本史（日语：まんが日本史）（1983年）
- 高校！奇面組（日语：ハイスクール!奇面組）（1985年－1987年）
- 波士可的冒險（日语：ボスコアドベンチャー）（1986年）
- 美味大挑戰（1988年－1992年）
- 烏龍少爺（日语：おぼっちゃまくん）（1989年－1992年）
- 黑色推銷員（1989年－1992年）
- 八百八町表裏化妝師（日语：八百八町表裏 化粧師）（1990年－1991年）
- 校園七大不可思議神秘事件（日语：ハイスクールミステリー学園七不思議）（1991年）
- 蠟筆小新（1992年－）[注 2]
- 幻影真帆（日语：まぼちゃん旅行記）（1992年）
- 小小男子漢（1992年－1994年）
- 足球小將翼J（1994年－1995年）
- 水色時代（1996年－1997年）
- 忍企鵝真丸（日语：忍ペンまん丸）（1997年）
- 發明小子（日语：発明BOYカニパン）（1998年）
- 超級發明小子（日语：超発明BOYカニパン）（1999年）
- 野昭如 戰爭童話集（日语：戦争童話）系列（2002年－2007年）

## 受獎歷
- 1990年：第13屆日本電影金像獎：最優秀剪輯獎（《黑雨（日语：黒い雨 (映画)）》）
- 1998年：第21屆日本電影金像獎：優秀剪輯獎（《鰻魚》）
- 1999年：第22屆日本電影金像獎：優秀剪輯獎（《肝臟大夫（日语：カンゾー先生）》）
- 2011年：文化廳電影獎：電影功勞表彰部門（電影剪輯分野）[7]

## 腳註

## 相關項目
- 岡安Promotion
- 日活攝影所（日语：日活撮影所）
- 角川大映工作室（日语：角川大映スタジオ）

## 外部連結
- Hajime Okayasu在互联网电影资料库（IMDb）上的資料（英文）
- 岡安肇 （页面存档备份，存于） （日語）－日本電影資料庫
- 岡安肇 （页面存档备份，存于） （日語）－allcinema（日语：allcinema）
- 岡安肇 （页面存档备份，存于） （日語）－KINENOTE